# 미타 유코
미타 유코(일본어: 三田 ゆう子 みた ゆうこ[*], 1958년 11월 2일 ~ )는 일본의 여성 성우. 도쿄도 세타가야구 출신으로 아오니 프로덕션 소속.